# 神奈川県立上郷高等学校
神奈川県立上郷高等学校（かながわけんりつ かみごうこうとうがっこう）は、かつて神奈川県横浜市栄区上郷町にあった県立高等学校。

## 概要
1983年（昭和58年）開校。JR根岸線港南台駅から徒歩18分。旧学区制度のもとでは、横浜南部学区に属した。
神奈川県立港南台高等学校と統合し、2009年（平成21年）4月6日より、単位制普通科高校の神奈川県立横浜栄高等学校となった。設備は上郷高校のものを使用する。

## 著名な卒業生
- 吉田孝久（陸上競技・走高跳選手）
- レイチェル・チャン（フリーアナウンサー）